# 炮碾丹砂
象棋术语，又可叫“打剥皮”、“炮打丹砂”，是指炮以敌方将（帅）為炮架左右翻飞打對方棋子的一种技法通常需要其他子配合。通常斬殺對象為對方士（仕）象（相）。例如以下：